# Рійтта-Лійса Ропонен
Рійтта-Лійса Ропонен (фін. Riitta-Liisa Roponen, при народженні Лассіла (Lassila), 6 травня 1978) — фінська лижниця, олімпійська медалістка, триразова чемпіонка світу. 
Бронзову олімпійську медаль Рійтта-Лійса виборола у Ванкувері на зимових Олімпійських іграх 2010 в складі збірної Фінляндії у естафеті.
На чемпіонатах світу вона двічі вигравала естафетні змагання разом із подругами зі збірної Фінляндії, була золотою і срібною медалісткою командного спринту.